# Catalina Dadiani
Catalina Dadiani (en georgiano: ეკატერინე დადიანი; Tsinandali, 19 de marzo de 1816-Zugdidi, 13 de agosto de 1882) nacida Chavchavadze, también conocida como Ekaterina Dadiani por la transcripción en ruso de su nombre, fue una princesa georgiana, hija del kniaz georgiano Alejandro Chavchavadze, ahijado de Catalina II de Rusia. Se casó con David I, de la Casa de Dadiani y último príncipe de Mingrelia, principado del que Catalina se convirtió en «princesa gobernante» (una figura oficiosa de regente existente en los reinos y principados georgianos), siendo de facto la última gobernante de la Mingrelia independiente antes de que el principado fuese absorbido en la división política del Imperio ruso.

## Biografía

### Princesa de Mingrelia
Catalina nació el 19 de marzo de 1816 en el palacio de estilo italiano que la Casa de Chavchavadze tenía en la aldea de Tsinandali, entonces parte de la Gobernación de Georgia del Imperio ruso, creada 11 años antes con la anexión del Reino georgiano de Kajetia.
Su padre era el kniaz georgiano Alejandro Chavchavadze, de la Casa de Chavchavadze, una familia noble de origen jevsuariano que habían alcanzado el rango principesco en Georgia, tras el nombramiento por parte de Constantino II, mepe del Reino de Kajetia, en 1726. Alejandro, nacido en San Petersburgo por el destino de su padre y abuelo de Catalina, Garsevan Chavchavadze, que era el embajador de Kajetia ante el Zar, era un reconocido aristócrata y general del Imperio ruso, siendo conocido por su nacionalismo cultural por el idioma y costumbre georgianos, pero fiel al Imperio. Su madre, Salomé, era de la Casa de Orbeliani, una rama de la Casa de Baratashvili, a su vez continuación de la Casa de Kachibadze, con origen en Barata «El Grande» Kachibadze del siglo XV, tesorero de Alejandro I de Georgia
Durante su juventud, tuvo una educación europeizada y se trasladó durante alguna temporada a Francia, donde conoció a Anne Lister.
El 19 de diciembre de 1838, Catalina se casó con el Príncipe heredero de Mingrelia, David Dadiani. En 1840, David se convirtió en el gobernante del principado de Mingrelia tras la abdicación de su padre, Levan V Dadiani.
En agosto de 1853, David murió. En aquel momento, el hijo mayor del matrimonio, Nicolás Dadiani era menor de edad, por lo que Catalina Dadiani asumió el gobierno de una decadente Mingrelia. Fue reconocida oficialmente como regente por Nicolás I de Rusia, que la nombró regente oficial de su hijo, el príncipe Nicolás «Niko» Dadiani, de 6 años, y le asignó un consejo regente en el que incluyó a los hermanos de su difunto marido, los príncipes Grigol Dadiani y Constantino Dadiani.

### Rebelión de Mingrelia y ocupación rusa
En 1856, Catalina dejó el mando de Mingrelia a su cuñado, Grigol Dadiani y se trasladó a Tsárskoye Seló, la residencia imperial rusa, donde se convirtió en una de las «damas de la corte». En 1857, fue obligada a volver a Mingrelia a causa de una rebelión campesina encabezada por un herrero llamado Uta Miqava. El 12 de mayo de 1857, los rebeldes se apoderaron de la capital del principado, Zugdidi, forzando a que la regente Catalina solicitase ayuda al Imperio ruso. La autoridad imperial rusa, que se había anexionado la parte oriental de Georgia, intervino rápidamente y acabando con la rebelión. Tras ello, pidieron a Catalina que se trasladase a San Petersburgo con la excusa de la educación noble de su hijo, el príncipe Niko. Su marcha en 1957 y el establecimiento de una autoridad militar rusa «temporal» supusieron de facto la abolición y absorción del principado de Mingrelia y su anexión a la Gobernación de Kutaisi. 

### Años finales
Tras asentarse definitivamente en el Imperio ruso, Catalina mantuvo un salón privado en Tsárskoye Seló para la intelligentsia rusa y georgiana. Tras residir allí por 10 años, se trasladó a París, donde su hija, Salomé Dadiani vivía con su esposo, el príncipe Achille Murat, hijo de Joaquín Murat. Su estancia en Francia afrancesó la forma rusificada de su nombre, siendo conocida como Ekateriné Dadiani, añadiendo el acento agudo y su ápice a su nombre de pila.
Más tarde, Catalina volvería a la zona de Georgia occidental, ya parte oficial del Imperio ruso, y residió allí hasta su fallecimiento el 13 de agosto de 1882 en Zugdidi, habiéndose dedicado a ser benefactora del Monasterio de Martvili.

## Descendencia
Catalina tuvo 7 hijos con David Dadiani, de los que 3 llegaron a la edad adulta:
1. Princesa María (1840-1842)[4]
2. Princesa Nina (1841-1848)
3. Príncipe Levan (1842-1844)
4. Príncipe Niko (4 de enero de 1847-22 de enero de 1903)

- Casado con la condesa María Alejandrovna Adlerberg, hija del ministro de la Corte Imperial.

1. Princesa Salomé Dadiani (12 de enero de 1848-27 de julio de 1913)

- Casada con el príncipe Achille Murat, hijo de Joaquín Murat.

1. Príncipe Andria Dadiani (1850-1910)
2. Princesa Tamara Dadiani (1853-1859)